# Гонозов, Олег Сергеевич
Гонозов Олег Сергеевич (род. 29 августа 1956, Ярославль) — писатель, член Союза российских писателей, заслуженный работник культуры РФ.

## Биография
Автор двадцати книг: «Судьбы на ветру» (1991), «Татьянин день» (1996), «Признание городу» (1997), «Хорошо смеется тот, кто смеется последним» (1999), «Поддельный Гоголь» (2000), «Девушка по вызову», «Везунчик» (2002), «Домашняя Эммануэль», «Детские забавы минувшего века» (2003), «Эффект присутствия» (2004), «Не только юмор» (2006), «Эхо ростовских праздников и повседневности» (2008), «Смерть в Хургаде» (2010), «Из Кошанска в Москву» (2012), «На изломе» (2015), «Навстречу осени» (2018), «Лайковая жизнь», «Надежда» (2019). Две книги «Человек с барахолки» (2015) и «Озабоченная Россия» (2016) вышли в «Издательских решениях» по лицензии Ridero в электронном и печатном виде print on demand Архивная копия от 20 февраля 2017 на Wayback Machine
Книга рассказов разных лет «На изломе» в 2016 году завоевала диплом Германского международного литературного конкурса русскоязычных авторов «Лучшая книга года» в номинации «Малая проза». Книга стихотворений «Навстречу осени» в 2019 году была удостоена специального диплома «За глубину и проникновенность поэзии» Германского международного литературного конкурса русскоязычных авторов «Лучшая книга года».
В 2016 году стал лауреатом премии «Золотой теленок» Клуба 12 стульев «Литературной газеты». В 2020 году за рассказ "Золотые листья за окном" получил диплом лауреата (3-я премия) на Первом Международном литературном конкурсе им. С.Н. Сергеева-Ценского «Преображение России» в номинация "Проза".
С юмористическими рассказами и стихами публиковался в российских журналах «Русский путь», «Чаян», «Новый крокодил», «Вокруг смеха», «Юность», «Причал», «Мы», «Союз писателей». А также в зарубежных изданиях: «7-40», «Секрет», «Окна» (Израиль), «Флорида», «Кстати» (США), «Клуб ОК» (Германия), «Наша Канада» (Канада) и других. Переводился на татарский, марийский, башкирский, и коми языки.

Проза О. Гонозова публиковалась в журналах «Мера», «Балтика», альманахе «Лед и пламень». «Произведения Олега Гонозова, вошедшие в сборник „Надежда“, лишены какого-либо морализаторства. А вот пищи для размышлений в них хватает. Вроде бы и сюжеты незамысловаты, и персонажи знакомы, взяты из нашей сегодняшней российской действительности, а читателю не скучно и главное — есть кому посочувствовать. Потому что практически все рассказы сборника „Надежда“ объединяют общие, взаимосвязанные темы: одиночество и жажда любви. Не зря Олег Гонозов дал книге такое название!» — пишет Сергей Калабухин в рецензии «Надежда одиноких» на страницах журнала «Клаузура».